# Papinsko povjerenstvo za Državu Vatikanskoga Grada
Papinsko povjerenstvo za Državu Vatikanskoga Grada je zakonodavno tijelo Vatikana. Sastoji se od predsjednika, koji ujedno nosi i naslov predsjednika guvernerata i zamjenjuje ga kao šefa vlade Vatikana, kao i šest kardinala koje imenuje Papa, šef države Vatikana, na mandat od pet godina.
Papinsko povjerenstvo osnovao je Pio XII. 1939. godine. Zakoni i propisi koje predlaže Povjerenstvo moraju se podnijeti Papi putem Državnog tajništva prije nego što budu javno objavljeni i stupe na snagu. Zakoni i propisi koje donosi Povjerenstvo objavljuju se u Acta Apostolicae Sedis.